# Elecciones municipales de Mariscal Nieto de 1966
Las elecciones municipales de Mariscal Nieto de 1966 se llevaron a cabo el 13 de noviembre de 1966 para elegir al alcalde y al Concejo Provincial de Mariscal Nieto para el periodo 1967-1969. La elección se celebró simultáneamente con elecciones municipales en todo el país.

## Sistema electoral
La Municipalidad Provincial de Mariscal Nieto es el órgano administrativo y de gobierno de la provincia de Mariscal Nieto. Está compuesta por el alcalde y el Concejo Provincial.
La votación del alcalde y el concejo se realiza en base al sufragio universal alfabeto, que comprende a todos los ciudadanos nacionales y no nacionales mayores de veintiún años, empadronados y residentes en la provincia de Mariscal Nieto y en pleno goce de sus derechos políticos.
El Concejo Provincial de Mariscal Nieto está compuesto por 14 concejales elegidos por sufragio directo para un período de tres (3) años, en forma conjunta con la elección del alcalde (quien lo preside). La votación es por lista cerrada y bloqueada. Se asigna a cada lista los escaños según el método d'Hondt.

## Composición del Concejo Provincial de Mariscal Nieto
La siguiente tabla muestra la composición del Concejo Provincial de Mariscal Nieto antes de las elecciones.
| Partidos | Partidos                                                    | Concejales |
| -------- | ----------------------------------------------------------- | ---------- |
|          | Alianza Acción Popular - Democracia Cristiana               | 9          |
|          | Coalición Partido Aprista Peruano - Unión Nacional Odriísta | 5          |

## Partidos y candidatos
A continuación se muestra una lista de los principales partidos y alianzas electorales que participaron en las elecciones:
| Candidatura | Candidatura | Partidos y alianzas | Candidatos | Candidatos            | Ideología                                           | Resultado previo | Resultado previo | Ref. |
| Candidatura | Candidatura | Partidos y alianzas | Candidatos | Candidatos            | Ideología                                           | Votos (%)        | Con.             | Ref. |
| ----------- | ----------- | --- | ---------- | --------------------- | --------------------------------------------------- | ---------------- | ---------------- | ---- |
|             | AP–DC       | Lista - Alianza Acción Popular - Democracia Cristiana (AP–DC) – Acción Popular (AP) – Partido Demócrata Cristiano (DC)                          |            | Víctor Cutipe Vargas  | Liberalismo Humanismo Democracia cristiana          | 60.31%           | 9                |      |
|             | APRA–UNO    | Lista - Coalición Partido Aprista Peruano - Unión Nacional Odriísta (APRA–UNO) – Partido Aprista Peruano (APRA) – Unión Nacional Odriísta (UNO) |            | César Vizcarra Vargas | Aprismo Conservadurismo social Populismo de derecha | 36.69%           | 5                |      |

## Resultados

### Sumario general
|                        |                                                                        |              |              |              |            |            |
| Partidos y coaliciones | Partidos y coaliciones                                                 | Voto popular | Voto popular | Voto popular | Concejales | Concejales |
| Partidos y coaliciones | Partidos y coaliciones                                                 | Votos        | %            | +/−          | Total      | +/−        |
|                        | Coalición Partido Aprista Peruano - Unión Nacional Odriísta (APRA–UNO) | 4,200        | 52.98        | +13.29       | 7          | +2         |
|                        | Alianza Acción Popular - Democracia Cristiana (AP–DC)                  | 3,728        | 47.02        | –13.29       | 7          | –2         |
|                        |                                                                        |              |              |              |            |            |
| Total                  | Total                                                                  | 7,928        |              |              | 14         | ±0         |
|                        |                                                                        |              |              |              |            |            |
| Votos válidos          | Votos válidos                                                          | 7,928        | 89.97        | +3.09        |            |            |
| Votos en blanco        | Votos en blanco                                                        | 455          | 5.16         | –1.99        |            |            |
| Votos nulos            | Votos nulos                                                            | 429          | 4.87         | –1.10        |            |            |
| Votos emitidos         | Votos emitidos                                                         | 8,812        | n/d          | n/a          |            |            |
| Abstenciones           | Abstenciones                                                           | n/d          | n/d          | n/a          |            |            |
| Votantes registrados   | Votantes registrados                                                   | n/d          |              |              |            |            |
|                        |                                                                        |              |              |              |            |            |
| Fuente:                |                                                                        |              |              |              |            |            |

### Concejo Provincial de Mariscal Nieto
| Cargo                                  | Autoridad electa             | Partido político | Partido político   |
| -------------------------------------- | ---------------------------- | ---------------- | ------------------ |
| Alcalde Provincial de Mariscal Nieto   | César Vizcarra Vargas        |                  | Coalición APRA-UNO |
| Concejal Provincial de Mariscal Nieto  | Gregorio Valcárcel Rodríguez |                  | Coalición APRA-UNO |
| Concejal Provincial de Mariscal Nieto  | Carlos Gambetta Jiménez      |                  | Coalición APRA-UNO |
| Concejal Provincial de Mariscal Nieto  | Lucio Villanueva Díaz        |                  | Coalición APRA-UNO |
| Concejala Provincial de Mariscal Nieto | Blanca Otero de Novoa        |                  | Coalición APRA-UNO |
| Concejal Provincial de Mariscal Nieto  | José Rojas Córdova           |                  | Coalición APRA-UNO |
| Concejal Provincial de Mariscal Nieto  | Amaro Cuéllar Flor           |                  | Coalición APRA-UNO |
| Concejal Provincial de Mariscal Nieto  | René Espejo                  |                  | Coalición APRA-UNO |
| Concejal Provincial de Mariscal Nieto  | Emilio Coayla Zeballos       |                  | Alianza AP-DC      |
| Concejal Provincial de Mariscal Nieto  | Carlos Farje Arias           |                  | Alianza AP-DC      |
| Concejal Provincial de Mariscal Nieto  | Emilio Herrera Juárez        |                  | Alianza AP-DC      |
| Concejala Provincial de Mariscal Nieto | Mercedes Sosa de Bracamonte  |                  | Alianza AP-DC      |
| Concejal Provincial de Mariscal Nieto  | Felipe Yánez Pinazo          |                  | Alianza AP-DC      |
| Concejal Provincial de Mariscal Nieto  | Jesús Ponce Zegarra          |                  | Alianza AP-DC      |
| Concejal Provincial de Mariscal Nieto  | Ademar Pinto Solano          |                  | Alianza AP-DC      |

## Elecciones municipales distritales

### Resultados por distrito
La siguiente tabla enumera el control de los distritos de la provincia de Mariscal Nieto. El cambio de mando de una organización política se resalta del color de ese partido.
| Distrito                 | Alcalde(sa) titular        | Partido político           | Partido político           | Alcalde(sa) electo(a)      | Partido político           | Partido político           |
| ------------------------ | -------------------------- | -------------------------- | -------------------------- | -------------------------- | -------------------------- | -------------------------- |
| Carumas                  | Julián Arana Colana        |                            | Alianza AP-DC              | Ceferino Pacheco Cruz      |                            | Alianza AP-DC              |
| Cuchumbaya               | Felipe Mamani Mamani       |                            | Alianza AP-DC              | Filomeno Pauro Cori        |                            | Coalición APRA-UNO         |
| Ilo                      | Manuel Campos Valenzuela   |                            | Alianza AP-DC              | Francisco Pinto Ramírez    |                            | Coalición APRA-UNO         |
| Samegua                  | Sin información disponible | Sin información disponible | Sin información disponible | Sin información disponible | Sin información disponible | Sin información disponible |
| San Cristóbal de Calacoa | Pablo Coayla Ramos         |                            | Alianza AP-DC              | Armando Vizcarra Mamani    |                            | Coalición APRA-UNO         |
| Torata                   | Cerafín Céspedes Manrique  |                            | Coalición APRA-UNO         | Román Barrera Cuéllar      |                            | Alianza AP-DC              |